# Somaliolifantspitsmuis
De somaliolifantspitsmuis (Galegeeska revoilii) is een zoogdier uit de familie van de springspitsmuizen (Macroscelididae). De wetenschappelijke naam van de soort werd voor het eerst geldig gepubliceerd door Joseph Huet in 1881.

## Taxonomie
De soort werd voorheen ingedeeld in het geslacht Elephantulus, maar uit onderzoek uit 2020 bleek dat het een zustertaxon is van Petrodromus en Petrosaltator. Hierom werd het verplaatst naar een nieuw geslacht: Galegeeska.

## Verspreiding en habitat
De soort komt voor in Djibouti en het noorden van Somalië (Somaliland). Hier komt het voor in droge woestijnachtige gebieden met rotsachtige bodem en schaars verspreide struwelen.

## Verdwijning en herontdekking
De somaliolifantspitsmuis stond op de lijst van 25 "Most wanted" soorten van Re:Wild, een lijst met soorten die al lange tijd niet waargenomen zijn door wetenschappers. Op 18 augustus 2020, 50 jaar nadat de soort voor het laatst was waargenomen, werd aangekondigd dat een populatie was gevonden in Djibouti, waar voorheen niet bekend was dat het dier voorkwam.